# Protobiosfera
Protobiosfera es el término que hace referencia a la primera etapa de la configuración de la biosfera que se remontan a más de tres mil millones de años. Estos organismos microscópicos, unicelulares primero, y pluricelulares filamentosos posteriormente, eran muy primitivos, de morfología protista, es decir, carentes de un núcleo verdadero. Los primeros eucariotas, organismos compuestos de células dotadas de verdadero núcleo, aparecerán entre 1500-2000 millones de años después. Todas estas formas de vida eran exclusivamente marinas y desarrolladas en un medio carente de oxígeno, por lo cual obtenían su energía de la fermentación anaerobia de compuestos orgánicos existentes en la protoatmósfera, para evolucionar hasta distintas formas de quimiosíntesis y fotosíntesis anoxigénica.
La capacidad fotosintética con descomposición de agua y CO2 de las protoalgas cianofíceas, supone el comienzo del enriquecimiento de la atmósfera con oxígeno, necesario para el desarrollo de células eucariotas, proceso que será muy lento y que solo alcanzará una composición semejante en la actual a finales de la era precámbrica o primaria. Este cambio y la aparición de la capa de ozono, que absorbe gran parte de la gama ultravioleta de la radiación solar, permite la generalización de la respiración aerobia y la marginación de las formas de vida  (bacterias) basadas en la fermentación.